# 트렌티노 공세
트렌티노 공세 또는 아시아고 전투는 이손초강의 이탈리아군을 격파하고 전쟁의 주도권을 잡고자 오스트리아-헝가리가 1915년 5월 14일부터 벌인 공격으로 시작된 전투이다.
1915년 이탈리아가 연합국으로 참전한 이후 이탈리아군 참모총장 루이지 카도르나(Luigi Cadorna)는 1916년 중순까지 5차례나 소차강(이손초강) 일대에서 오스트리아군을 격파하기 위해 공세를 감행했지만 막대한 병력 손실을 입고 번번이 실패만 하였다. 오스트리아군은 이탈리아군에 비해 좀 적은 병력 손실을 입었지만 오스트리아군 역시 피해가 컸다.
이탈리아의 베네토주와 베네치아는 서쪽에는 오스트리아령 티롤(Tyrol)과 트렌토(Trento), 북쪽은 알프스산맥, 동쪽은 이손초강과 맞닿아있어 오스트리아에게는 자신들을 겨누고 있는 화살과 다름없었다. 그러나 오스트리아령 트렌티노(Trentino) 역시 이탈리아에게 있어서는 눈에 거슬리는 돌출지역이었다. 결론적으로 이 지역은 서로를 향한 비수로 서로에게 눈에 거슬리는 지역이었던 것이다.
그래서 런던 밀약 때도 이탈리아가 연합국이 되는 대가로 이 지역을 할양받기로 한 것이었다. 그러한 이유로 오스트리아와 이탈리아는 각각 병력을 그 지역에 배치시켰다. 그런데 이탈리아군이 이손초강에서 공세를 취하는 까닭에 전투는 이손초강 일대에서만 벌어지게 되었다. 동쪽의 러시아군 및 발칸반도의 세르비아와도 전투를 벌이는 중이었던 까닭에 상대적으로 병력이 적은 오스트리아군은 이손초강에서는 수세를 취할 수밖에 없었다.
당시 오스트리아군 참모총장 콘라드 폰 회첸도르프(Konrad von Hoetzendorf)는 이손초강에는 이탈리아군 주병력이 배치돼 있기 때문에 트렌티노와 맞닿아 있으면서 병력이 허술한 아시아고(Asiago) 일대에 공격을 하기로 하였다. 아시아고 전투라고 불리는 것도 이때문이다. 이 공격은 우선 이손초강에서 이탈리아군의 위협을 감소시키는 것이었고 만약 베네토 주의 주요 도시들인 베네치아와 베로나(Verona, 세익스피어의 로미오와 줄리엣으로 유명한 곳) 등을 함락시키게 되면 후방 지원이 끊어진 이손초강 일대의 이탈리아군을 섬멸하는 것이 최종목적이었다. 전형적인 포위 섬멸 전략이었다.
콘라드는 3월 이손초강에서의 이탈리아군 5번째 공세가 실패하고 나자 트렌티노에서의 공세를 위해 독일군 참모총장인 에리히 폰 팔켄하인(Erich von Falkenhayn, 1861년 11월 11일 ~ 1922년 4월 8일, 소몰트케가 1차 마른 전투 패배의 책임을 지고 해임된 후 참모총장이 되었다)에게 9개 사단가량의 지원병력을 요청했지만 팔켄하임도 서부 전선에서 대규모 공격을 계획중이였으므로 이 청을 거절하였다. 이에 콘라드는 무리하게 발칸 전선과 동부 전선의 오스트리아군 정예부대를 차출하여 당클(Dankl)의 11군과 코베쏘(Kovess)의 3군의 총 18개 사단을 3월 중순까지 집결시켰다.
콘라드는 이 2개 군을 유진(Eugen) 대공의 휘하에 배치하였다. 오스트리아군은 Schlanke Emma를 포함한 2000여 문의 포를 가지고 있었는데 이 Schlanke Emma는 305mm에 달하는 거포로 385kg 정도의 대포알도 쏠 수 있었다. 당시 이탈리아군 참모총장 카도르나도 이 일대에서 공격을 예상했지만 브뤼싸띠(Brussati)의 1군만을 이 일대에 배치시켰다.
이탈리아군은 이 일대에서 병력 수와 대포 수에서 오스트리아군에 4분의 1밖에 되지 않았다. 5월 14일 오스트리아군은 70킬로미터에 달하는 전선에서 이탈리아군을 공격하였다. 이탈리아군은 5월 22일까지 8킬로미터나 후퇴하였고 이틀 후에는 1군 중앙이 아시아고까지 10킬로미터가량 밀려났다. 그렇지만 이탈리아군은 완전히 격파되지는 않았다. 급히 카도르나는 이 일대에 잘 정비된 철도시설을 이용하여 6월초순까지 40만에 가까운 병력을 투입할 수 있었다.
전투는 아시아고의 서남쪽에서 교착 상태를 보였는데 6월 4일부터 동부 전선에서 러시아의 알렉세이 브루실로브 장군이 갈리치아의 오스트리아군을 공격해 큰 승리를 거두자 콘라드는 트렌티노에서 일부 병력을 철수시켜 동부 전선으로 보내야 했다. 결국 오스트리아군이 수세로 입장이 뒤바뀌어 버렸고 이탈리아군은 강력한 반격을 시작했다.
유진은 철수를 명령하여 오스트리아군은 전투를 시작한 곳으로부터 5킬로미터까지 도로 철수를 하고 만다. 이 공세로 오스트리아군은 15만 명가량의 병력을 잃었고 이탈리아군은 14만 7천 명 정도의 피해를 입었다. 이 트렌티노 공세는 결정적으로는 이탈리아 전선의 구도를 바꾸지 못하였으나 동부 전선에서 브루실로브 공세를 불러일으킨 원인이 되었고, 최종적으로는 이것때문에 결국 베르됭을 공격중인 독일군까지도 발목을 잡히게 되는 원인이 된다.

## 같이 보기
- 브루실로브 공세